# 四大惡人
四大惡人為金庸武俠小說《 天龍八部》中的反派角色，他們武功高強，被西夏一品堂所招揽，為非作歹，作恶多端，四人江湖外号皆包含「惡」字，并以排名來定位。

## 簡介
四大惡人為：
- 「惡貫滿盈」段延慶（原為大理太子）
- 「無惡不作」葉二娘
- 「凶神惡煞」岳老三（另一外號為南海鱷神，常和葉二娘爭老二的地位，也自稱「岳老二」)
- 「窮凶極惡」雲中鶴

四人之中，段延慶殺人如麻；葉二娘一天殺（新修版是玩弄到半死不活，然後再還給人家）一個小孩；岳老三瘋瘋癲癲，雖是一渾人，卻也會挖人心臟；雲中鶴好色如命，常玷污女人。四人都是做盡壞事的惡人。

## 轶事
段延慶和葉二娘分別跟大理國段正淳的王妃刀白鳳和少林寺玄慈方丈有私情，更生下兒子，分別為《天龍八部》中的兩位男主角——段譽和虛竹。最終，「無惡不作」葉二娘殉情而死，「凶神惡煞」岳老三被老大段延慶所殺，「窮凶極惡」雲中鶴因中了悲酥清風毒後被華赫艮所殺。